# Monti Borohoro
I monti Borohoro (cinese: 博罗科努山; pinyin: Bóluōkēnǔ shān; Wade-Giles: P'o-lo-k'o-nu shan) sono una delle principali catene che costituiscono il sistema montuoso dei Tien Shan. Sono situati quasi interamente entro i confini della regione autonoma cinese dello Xinjiang Uyghur; solo le propaggini più occidentali si spingono oltre il confine del Kazakistan.

## Geografia
I monti Borohoro corrono con direzione generale da ovest-nord-ovest a est-sud-est. Alla loro estremità orientale, a sud-ovest di Ürümqi, si congiungono alla catena principale dei Tien Shan; all'estremità occidentale, presso il confine sino-kazako, si congiungono allo Džungarski Alatau.
I monti Borohoro separano il bacino della Zungaria a nord dal bacino del fiume Ili a sud. I torrenti che scendono dalle pendici settentrionali dei Borohoro defluiscono verso il lago Ebi o il lago Manas; quelli che scendono dalle pendici meridionali defluiscono nel fiume Ili, che sfocia in Kazakistan nel lago Balkhash.
Nello Xinjiang il confine tra la prefettura autonoma kazaka di Ili e la prefettura autonoma mongola di Börtala corre lungo i monti Borohoro.